# Stenellipsis casteli
Stenellipsis casteli là một loài bọ cánh cứng trong họ Cerambycidae.